# Rakitje
Rakitje je naseljeno mjesto u Republici Hrvatskoj u Zagrebačkoj županiji.

## Zemljopis
Upravno se nalazi u sastavu grada Svete Nedelje. Naselje se proteže na površini od 5,12 km². 

## Stanovništvo
Prema popisu stanovništva iz 2021. godine Rakitje ima 2239 stanovnika. Gustoća naseljenosti iznosi 437,30 st./km².
| broj stanovnika | 217   | 233   | 251   | 335   | 316   | 387   | 394   | 529   | 567   | 602   | 711   | 804   | 1265  | 1615  | 2156  | 2301  | 2239  |
|                 | 1857. | 1869. | 1880. | 1890. | 1900. | 1910. | 1921. | 1931. | 1948. | 1953. | 1961. | 1971. | 1981. | 1991. | 2001. | 2011. | 2021. |

## Ostalo
U Rakitju se nalazi vojarna Hrvatske vojske Vitez Damir Martić. U rujnu 2022. u njoj je otkriveno spomen–obilježje pripadnicima 204. brigade vukovarskih veterana i sudionicima Bitke za Vukovar.